# Cordiner Peaks
Die Cordiner Peaks sind eine Gruppe über eine Strecke von rund 10 km verstreuter und im Jackson Peak bis zu 1255 m hoher Berggipfel im westantarktischen Queen Elizabeth Land. Sie befinden sich etwa 13 km südwestlich des Dufek-Massivs im nördlichen Abschnitt der Pensacola Mountains. 
Entdeckt und fotografiert wurden sie während des durch die United States Navy durchgeführten Transkontinentalfluges am 13. Januar 1956 im Rahmen der ersten Operation Deep Freeze vom McMurdo-Sund zum Weddell-Meer und zurück. Das Advisory Committee on Antarctic Names benannte sie 1957 nach Captain Douglas Lee Lipscomb Cordiner (1912–1986), einem Flugbeobachter an Bord der P2V-2N Neptune, mit dem dieser Flug bewerkstelligt wurde. Die kartografische Erfassung erfolgte durch den United States Geological Survey 1967 bis 1968 und mithilfe von Luftaufnahmen der United States Navy aus dem Jahr 1964.